# 18 Scorpii
18 Scorpii – gwiazda typu żółty karzeł, położona w gwiazdozbiorze Skorpiona, oddalona od Ziemi o około 45 lat świetlnych. Jest gwiazdą bardzo podobną do Słońca, ale młodszą o 1,7 miliarda lat. Zawartość litu w tej gwieździe jest wyższa niż słoneczna, co potwierdza hipotezę o związku zawartości litu z wiekiem gwiazdy; pierwiastek ten jest niszczony w jednej z reakcji cyklu protonowego i jest go mniej w starszych gwiazdach, jak HIP 102152.